# Iskandar Safa
Iskandar Safa (* 3. April 1955 in Beirut; † 29. Januar 2024 in Mougins, Alpes-Maritimes) war ein französischer Geschäftsmann libanesischer Herkunft.

## Leben
Safas Familie waren maronitische Christen. Er studierte an der American University of Beirut. Während des libanesischen Bürgerkriegs wurde Safa durch einen Bauchschuss verwundet. Sein Vater erwarb sich Wohlstand durch Geschäfte in Saudi-Arabien. Safas privates Vermögen wird auf 520 Mio. USD geschätzt, er gehörte damit zu den 50 reichsten Personen arabischer Herkunft. Safas Hauptwohnsitze waren Paris sowie Mandelieu-La Napoule an der französischen Rivera.
Anfang der 1990er Jahre gründete Safa die Holding Privinvest mit Sitz in Beirut, die mit ihren Beteiligungen auf den Schiffsbau spezialisiert ist. Diese Holding besitzt er zusammen mit seinem Bruder Akram Safa.
Von 1993 bis 2007 war er über seine Holding Privinvest Eigentümer der französischen Werft Constructions Mécaniques de Normandie (CMN). Darüber konnte er Aufträge von der Emiratischen Marine über den Bau von sechs Kriegsschiffen bei CMN einwerben. 2007 verkaufte Privinvest CMN an Abu Dhabi Mar, wofür sie einen dreißigprozentigen Gesellschaftsanteil an Abu Dhabi Mar erhielt. Abu Dhabi Mar hat 2010 auch die Anteile an den Werften Howaldtswerke-Deutsche Werft, Nobiskrug und ThyssenKrupp Marine Systems von Privinvest übernommen. Darüber hinaus gehörte ihm über Privinvest in Deutschland die German Naval Yards Holdings und in Griechenland Hellenic Shipyards.